# Черен цвят
Черният е най-тъмния цвят, като тук думата цвят се използва условно, тъй като по дефиниция черното е ахроматично, тоест липса на цвят. Физически погледнато черното е пълна липса, когато говорим за светлинни източници или цялостно поглъщане, когато става въпрос за осветени обекти на светлината по целия диапазон на видимия спектър. Като цвят е противоположно на бялото и често представлява тъмното в контраст със светлината. Що се отнася до човешкото възприятие черното е относително и често при обект попаднал в ниския край на динамичния обхват на човешкото зрение, например предмет в много силна сянка, много тъмни цветове могат да се възприемат грешно за черни, а при по-добра осветеност те да са със собствен цвят.
В изобразителното изкуство е един от двата основни ахроматични цветове заедно с бялото. От черното се произвеждат множество сложни вторични цветове, като при смесването му с основните има способността да ги затъмнява. В съчетание с другия основен неутрален цвят - бялото, се образува и единствения неутрален вторичен цвят - сиво.